# Маље Озоровце
Маље Озоровце (слч. Malé Ozorovce) насељено је мјесто са административним статусом сеоске општине (слч. obec) у округу Требишов, у Кошичком крају, Словачка Република.

## Становништво
| Година:    | 1994. | 2004.   | 2014.   | 2024.   |
| ---------- | ----- | ------- | ------- | ------- |
| Број људи: | 563   | 566     | 533     | 519     |
| Разлика:   |       | +0,53 % | -5,83 % | -2,62 % |

| Година:    | 2023. | 2024.   |
| ---------- | ----- | ------- |
| Број људи: | 521   | 519     |
| Разлика:   |       | -0,38 % |

Према подацима о броју становника из 2011. године насеље је имало 525 становника.